# Depresiunea Damiș

## Așezare geografică
Depresiunea Damiș este situată în partea central-estică a Munților Pădurea Craiului. Având dimensiuni cuprinse între 0,6 și 1,8 km lungime și 3,5 km lățime, aceasta se desfășoară pe o suprafață de circa 6 km². În partea de sud, depresiunea este delimitată de culmea cristalină Măgura Dosului (948 m), iar la nord și nord-vest de către masivele calcaroase Glimeia Mică, Glimeia Mare, Glimeuțul și Oașul. Depresiunea Damiș se prezintă ca o cuvetă foarte largă, deschisă spre est și vest prin intermediul unor șei de eroziune. Înălțimea medie este de 700 m.
Din punct de vedere hidrografic, Depresiunea Damiș este localizată în bazinul superior al unui fost afluent de dreapta al râului Mișid, reprezentat, în prezent, de o serie de pâraie care se unesc în extermitatea de nord a drepresiunii.
Depresiunea Damiș adăpostește cea mai mare parte din vatra satului cu același nume.

## Geneza
"Depresiunea Damiș este o depresiune de contact, formată sub acțiunea proceselor de captare carstică și de colmatare, specifică condițiilor climatice din pleistocen. Spre deosebire de situația actuală, colectorul principal primar, care se drena spre Valea Mișidului, trecea peste șaua dintre dealurile Oașului și Glimeuțul, traversa Depresiunea Ponoraș și se vărsa în aceasta înainte de cotul pe care îl descrie amonte de chei. Captarea cursului de apă s-a făcut prin intermediul Peșterii de la Toaia. După stabilirea drenajului subteran dintre Peștera de la Toaia și Izbucul Dămișenilor, în jurul ponorului de la Toaia s-au instalat procesele de excavare a viitorului cadru depresionar. Ca urmare, în timp ce suprafețele carstificabile erau supuse unui intens proces de coroziune, albiile pâraielor, ce evoluau pe cristalin, se adânceau progresiv prin eroziune, determinând formarea unei cuvete largi și adânci" (Rusu T., Carstul din Munții Pădurea Craiului).

## Agricultura
Principalele culturi care se practică în arealul Depresiunii Damiș sunt cele ale cartofului, secarei, grâului, ovăzului și orzului. Pentru consumul propriu se cultivă și o serie de legume (fasolea, ceapa, usturoiul, morcovul etc.). Cultura pomilor fructiferi este restricționată de condițiile pedoclimatice, fiind întâlniți totuși prunul, mărul, părul, cireșul, vișinul etc. În schimb, pajiștile și fânețele acoperă întinse suprafețe de teren, acestea constituind, alături de bogatele pășuni, principala sursă de hrană a animalelor crescute de localnici (bovine, ovine, porcine, cabaline ș.a.). 

## Căi de acces
Accesul este facilitat de drumul județean 764 D, care leagă magistralele europene E 60 și E 79 (între Borod-Bratca-Damiș-Roșia-Remetea-Beiuș), în întregime asfaltat, sau de calea ferată București-Cluj-Napoca-Oradea, cu oprire în stația Bratca și apoi se continuă pe drumul județean menționat.

## Turismul
Depresiunea Damiș dispune de o serie de resurse turistice naturale, între care putem menționa: peșteri (Toaia, Peștera din Dealul Berii), ponoare (Munău, Toaia, Peșteruță), avene și doline (Avenul din Hârtopul Mare, câmpul de doline din zona centrală, legat de prezența drenajului subteran Toaia-Munău-Izbucul Dămișenilor ș.a.), puncte de belvedere (Măgura Dosului, Glimeia Mare, Dealul Bere), lacuri temporare (Bălțile Munău, Bălțile Bivolilor, Toaia) etc.
Totodată, Depresiunea Damiș poate fi inclusă în câteva trasee turistice, astfel:
I. Bratca-Secătura-Damiș.
Traseul pornește din centrul comunei Bratca, urmând drumul județean 764D, apoi după ce părăsește ramificația spre Valea Brătcuței și se trece pârâul cu același nume, urcă serpentinele spre cătunul Secătura. Deasupra serpentinelor, pe dreapta se lasă drumul spre fosta exploatare minieră, se depășește cătunul menționat și, după ce se străbate o mică pădurice, se ajunge la primele case din satul Damiș (cătunul Mochești). După o frumoasă perspectivă asupra bazinului Brătcuței (pe stânga), se coboară lent pe la baza dealului Glimeia Mică și, după depășirea unei șei, de unde se poate observa întreaga depresiune a Damișului, se coboară până în centrul satului, la o triplă bifurcație. Distanța de parcurs: circa 10 km.
II. Bratca-Valea Brătcuței-Damiș.
Traseul are același punct de plecare, dar la indicatorul spre Valea Brătcuței se urmează acest drum. După circa 1 km se depășesc ultimele case și cantonul silvic Bratca, apoi se intră în Cheile Brătcuței (circa 4 km). Pe dreapta se pot remarca izbucurile Brătcuței (care adună pâraiele din Depresiunea Ponoraș) și Dămișenilor, pentru ca la circa 500 m amonte de ultimul, „La Mori”, se trece un podeț din beton peste Valea Brătcuței și se urcă versantul abrupt de circa 300 m. După ce se depășește Peștera Chivadarului (în dreapta) se ajunge la pârâul Știopul, al cărui fir duce, prin cătunul Stalimade, spre drumul din centrul satului Damiș. Distanța de parcurs: circa 7 km. În prezent, Valea Brătcuței este „presărată” cu numeroase construcții, ridicate după anul 1990, inclusiv spații de petrecere a timpului liber.
III. Circuitul Damiș-Toaia-Peșteruța-Damiș.
Traseul începe la bifurcația din centrul satului, lângă fostul magazin alimentar, urmează drumul pietruit din dreapta, se depășesc câteva case izolate, apoi se cotește ușor spre stânga (în dreapta se depășește avenul din Hârtopul Mare) și se continuă drumul înainte, până se ajunge la confluența a două pâraie. Urmând malul drept, după câțiva zeci de metri, se întâlnește Peștera de la Toaia, la baza căreia, cu circa 40 m mai jos, se află ponorul cu același nume. La ape mari, aici se formează un lac temporar. Traseul continuă pe o curbă de nivel a Glimeuțului, de unde se observă o priveliște deosebită a întregii depresiuni, apoi trece de înșeuarea ce îl desparte de Dealul Oașului și avansează pe un drum de căruțe, care îl conduce spre drumul județean. Pe dreapta, înainte de a ajunge la drumul respectiv, se urmează cursul unui pârâu (ce coboară din Măgura Dosului) și după circa 200 m se ajunge la un nou aven, care adăpostește Ponorul Peșteruța. Suntem în cătunul Fândătura. La câțiva metri deasupra ponorului se află lacul temporar Tăul Bivolilor, iar peste drumul amintit, mormântul soldatului-erou Tănase Ion, mort în timpul celui de-al doilea război mondial. De aici, urmând drumul județean, revenim la punctul de plecare. Distanța de parcurs: circa 4 km.
Variantă: de la înșeuarea dintre Glimeuț și Dealul Oașului, traseul se poate continua spre Depresiunea Ponoraș sau satul Zece Hotare.

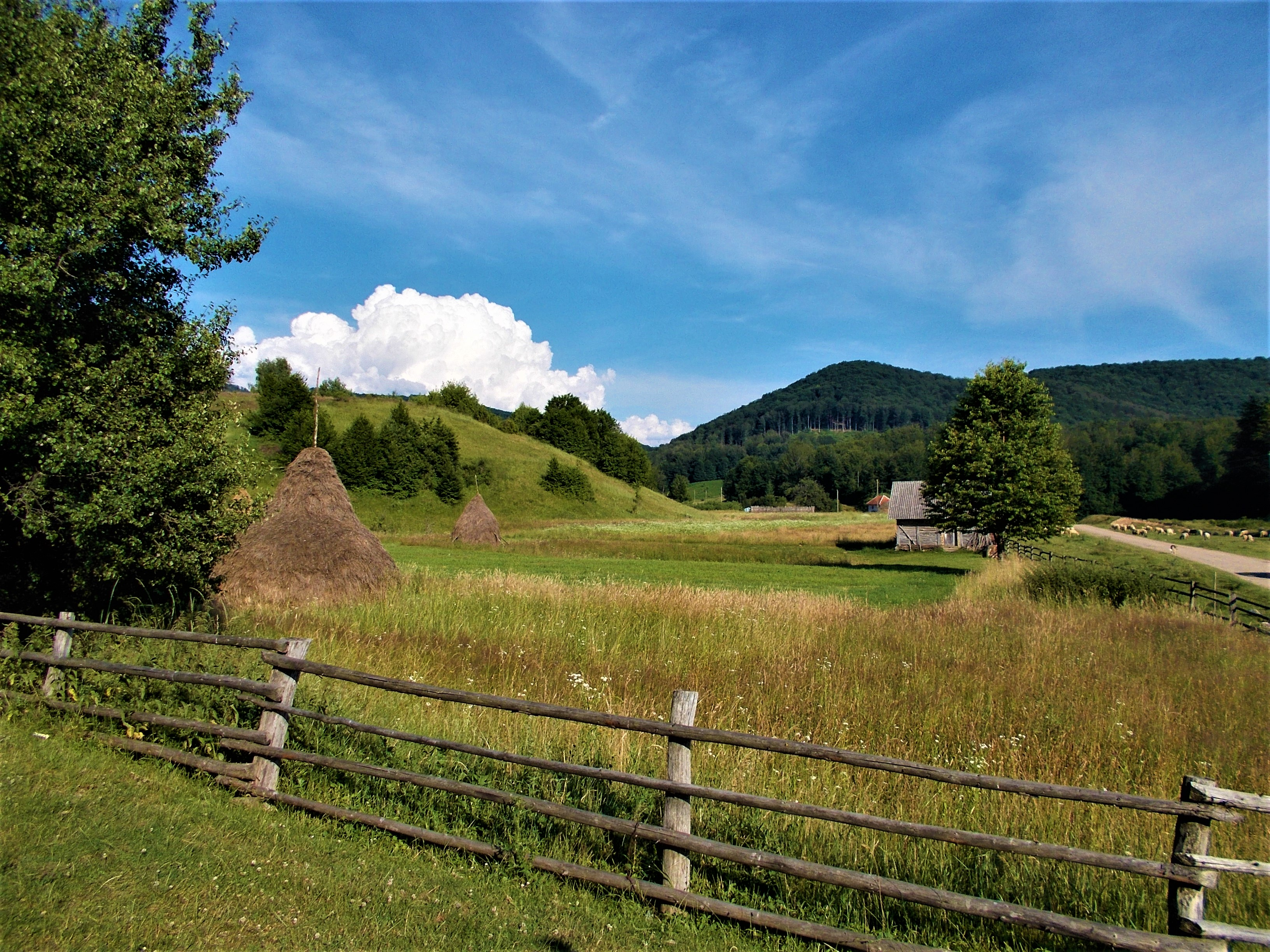
Ponorul Runcșor

IV. Damiș-Poiana-Ponorul Runcșor- Fântânele.
Traseul începe din centrul satului și urmează drumul județean pe direcția Roșia-Beiuș. După ce trece de cătunul Fândătura, drumul face un cot la stânga, apoi la dreapta și coboară ușor spre cătunul Poiana. Depășește bifurcația ce urcă în dreapta spre cătunul Fântânele și după ce lasă în urmă câteva case pe stânga, inclusiv Peștera Ministerului și școala primară, drumul se desparte în două: înainte se continuă spre Roșia, iar la stânga începe un drum de căruțe, ce se prelungește în lungul Văii Runcșorului. După circa 50 m de la intersecție, valea face un cot de aproximativ 360° și dispare în subteran printr-un frumos ponor (Ponorul Runcșorului, denumit de localnici, datorită formei sale, „La Întorsuri”). Deasupra acestuia, cu circa 20 m, mascată de o pădure de fag, se află Peștera de la Ponorul Runcșor (denumită de localnici, datorită persistenței stratului de zăpadă și în anotimpul cald, Peștera „La Ghețar”). De aici, drumul se poate continua pe Valea Runcșorului spre Remeți sau Depresiunea Acre ori se poate reveni la drumul județean și continua spre Damiș sau Roșia. Distanța de parcurs: circa 5 km.